# Dim sum
Dim sum (chinês tradicional: 點心, chinês simplificado: 点心, pinyin: diǎn xīné; jyutping: dim2 sam1) é uma ampla variedade de pequenos pratos cantoneses tradicionalmente apreciados em restaurantes durante o brunch. A maioria dos pratos de dim sum modernos está associada à culinária cantonesa, embora pratos de dim sum também existam em outras culinárias chinesas. No século X, quando a cidade de Cantão (Guangzhou) começou a experimentar um aumento nas viagens comerciais, muitas pessoas frequentavam casas de chá para refeições pequenas com chá, chamadas de "yum cha" ("brunch"). Yum cha inclui dois conceitos relacionados. O primeiro é "jat zung loeng gin" (chinês: 一盅兩件), que se traduz literalmente como "uma xícara, dois itens". Isso se refere ao costume de servir aos clientes da casa de chá dois itens alimentares, salgados ou doces, para complementar o chá. O segundo é o dim sum, que se traduz literalmente como "tocar o coração", o termo usado para designar os pequenos alimentos que acompanhavam o chá.
Os proprietários de casas de chá gradualmente adicionaram vários lanches chamados de dim sum aos seus cardápios. A prática de tomar chá com dim sum eventualmente evoluiu para o moderno yum cha. A cultura do dim sum cantonês se desenvolveu rapidamente durante a segunda metade do século XIX em Guangzhou. O dim sum cantonês era originalmente baseado em alimentos locais. À medida que ele continuou a se desenvolver, os chefs introduziram influências e tradições de outras regiões da China. O dim sum cantonês possui uma ampla variedade de sabores, texturas, estilos de cozimento e ingredientes, e pode ser classificado em itens regulares, ofertas sazonais, especiais semanais, pratos de banquete, de feriado, assinatura da casa, itens para viagem, bem como alimentos para o café da manhã ou almoço e lanches noturnos.
Há mais de mil pratos de dim sum originários somente de Guangdong, um total que nenhuma outra área da China alcança. Os livros de receitas da maioria das culturas gastronômicas chinesas tendem a agrupar suas próprias variações de pratos de dim sum com outros petiscos locais. Mas esse não é o caso do dim sum cantonês, que se desenvolveu em um ramo separado da culinária. Algumas estimativas afirmam que há pelo menos dois mil tipos de dim sum em toda a China, e cerca de quarenta a cinquenta tipos são comumente vendidos fora da China.
Os restaurantes de dim sum costumam ter uma grande variedade de pratos, geralmente totalizando dezenas. O chá é tão importante quanto a comida. Muitos restaurantes cantoneses servem dim sum a partir das cinco da manhã, enquanto os restaurantes mais tradicionais costumam servi-lo até o meio da tarde. Os restaurantes de dim sum têm um método de serviço exclusivo em que os garçons oferecem os pratos aos clientes em carrinhos aquecidos a vapor. Atualmente, é comum os restaurantes servirem dim sum no jantar e venderem vários itens à la carte para viagem. Além do dim sum tradicional, alguns chefs também criam e preparam novos pratos de dim sum baseados na culinária de fusão. Há também variações projetadas para apelo visual nas mídias sociais, como bolinhos e pãezinhos feitos para se assemelharem a animais.

## Etimologia
O significado original do termo "dim sum" permanece obscuro e contestado. Algumas referências afirmam que o termo se originou na dinastia Jin (317 d.C. - 420 d.C.). De acordo com uma lenda, para demonstrar gratidão aos soldados após as batalhas, um general pedia aos civis que fizessem pãezinhos e bolos para enviar às linhas de frente. "Gratidão" ou 點點心意 (pinyin: diǎn diǎn xīn yì; jyutping: dim2 dim2 sam1 ji3), mais tarde abreviado para 點心, cuja pronúncia cantonesa é dim sum, passou a representar pratos feitos de forma semelhante.

Algumas versões datam a lenda da dinastia Song (960-1279) após o primeiro uso do termo no Livro de Tang (chinês: 唐書; pinyin: Táng shū; jyutping: Tong4 Syu1). Escrito no período das Cinco Dinastias e Dez Reinos (907-979), o livro usa dim sum como verbo: 「治妝未畢, 我未及餐, 爾且可點心」(pinyin: "Zhì zhuāng wèi bì, wǒ wèi jí cān, ěr qiě kě diǎn xīn"; jyutping: "Zi6 zong1 mei6 bat1, ngo5 mei6 kap6 caan1, ji5 ce2 ho2 dim2 sam1"), que significa "Ainda não terminei de me preparar e não estou pronto para uma refeição adequada; portanto, você pode se deliciar com alguns pequenos lanches." Nesse contexto, "dim sum" significa "mal encher o estômago". Os pratos de dim sum são geralmente associados ao yum cha (chinês: 飲茶; pinyin: yǐn chá; cantonês de Yale: yám chàh), que é conhecido como a tradição do brunch cantonês. O historiador da culinária chinesa Yan-kit So descreveu o dim sum como:
Literalmente traduzidos como "tão perto do coração", eles são, na realidade, uma grande variedade de aperitivos que os cantoneses tradicionalmente apreciam em restaurantes (anteriormente casas de chá) no café da manhã e no almoço, mas nunca no jantar, acompanhados de chá. "Let's go yum cha" é entendido entre os cantoneses como uma ida a um restaurante para comer dim sum; essa é a dupla ligação entre a comida e a bebida.

## Na culinária
Há pelo menos dois mil tipos de dim sum em toda a China, e mais de mil disponíveis somente em Guangdong. Os dim sum são geralmente consumidos como café da manhã ou brunch. O dim sum cantonês tem uma gama muito ampla de sabores, texturas, estilos de culinária e ingredientes.
O clima subtropical do quadrante sudeste de Guangdong influencia parcialmente o tamanho da porção do dim sum. Ele pode causar uma diminuição do apetite, de modo que as pessoas preferem comer refeições menores ao longo do dia em vez das três refeições grandes habituais. As casas de chá em Guangzhou serviam "três chás e duas refeições", que incluíam almoço e jantar, e café da manhã, chás da tarde e da noite com dim sum.
Muitos pratos de dim sum são feitos de frutos do mar, carnes picadas ou legumes embrulhados em massa ou invólucros finos e cozidos no vapor, fritos por imersão ou na  frigideira. Um brunch tradicional de dim sum inclui vários tipos de pãezinhos cozidos no vapor, como cha siu bao (um pão cozido no vapor recheado com carne de porco de churrasco), bolinhos de arroz ou de trigo e rolinhos de macarrão de arroz que contêm uma variedade de ingredientes, incluindo carne bovina, frango, porco, camarão e opções vegetarianas. Muitos restaurantes de dim sum também oferecem pratos de legumes verdes cozidos no vapor, berinjela recheada, pimentão verde recheado, carnes assadas, congee e outras sopas. O dim sum de sobremesa também existe e pode ser pedido a qualquer momento, pois não há uma sequência definida para a refeição.
É costume fazer o pedido "estilo família", compartilhando os pratos pequenos que consistem em três ou quatro peças de dim sum entre todos os membros do grupo de jantar. As porções pequenas permitem que as pessoas experimentem uma grande variedade de alimentos.

### Pratos
Os restaurantes de dim sum costumam ter uma grande variedade de pratos, geralmente várias dezenas.

#### Dumpilings(bolinhos cozidos)
| Nome                            | Imagem | Chinês                                                                       | Descrição |
| ------------------------------- | ------ | ---------------------------------------------------------------------------- | --- |
| Dumpling de camarão             |        | (蝦餃; haa1 gaau2)                                                           | Bolinho de massa cozido no vapor com recheio de camarão.                                                                   |
| Dumpling teochew                |        | (chinês tradicional: 潮州粉粿, pinyin: cháozhōu fěnguǒ)                      | Bolinho de massa cozido no vapor com amendoim, alho, cebolinha chinesa, carne de porco, camarão seco e cogumelos chineses. |
| Dumpling de cebolinha (chinesa) |        | (chinês tradicional: 韭菜餃)                                                 | Bolinho de massa cozido no vapor com cebolinha chinesa.                                                                    |
| Xiaolongbao                     |        | chinês tradicional: 小籠包, chinês simplificado: 小笼包, pinyin: xiǎolóngbāo | Bolinhos contendo um caldo rico e recheados com carne ou frutos do mar.                                                    |
| Guotie                          |        | chinês tradicional: 鍋貼, pinyin: guōtiē                                     | Bolinho de massa cozido e frito, geralmente com recheio de carne e repolho.                                                |
| Shumai                          |        | chinês tradicional: 燒賣, chinês simplificado: 烧卖, pinyin: shāomài         | Bolinhos com carne de porco e camarão, geralmente cobertos com ovas de caranguejo e cogumelos.                             |
| Dumpling de taro                |        | chinês tradicional: 芋角, pinyin: yù jiǎo                                    | Bolinho frito feito com purê de taro e recheado com cogumelos em cubos, camarão e carne de porco.                          |
| Haam Seui Gok                   |        | chinês tradicional: 鹹水角, pinyin: xiánshuǐ jiǎo                            | Bolinho frito com um recheio levemente salgado de carne de porco e vegetais picados em uma massa doce e pegajosa.          |
| Sopa de dumplings               |        | chinês tradicional: 灌湯餃, pinyin: guàntāng jiǎo                            | Sopa com um ou dois dumplings grandes.                                                                                     |
| Wonton                          |        | chinês tradicional: 雲吞                                                     | Bolinho recheado com carne de porco moída e camarão.                                                                       |

#### Rolinhos
| Nome                              | Imagem | Chinês                                                                | Descrição |
| --------------------------------- | ------ | --------------------------------------------------------------------- | --- |
| Rolinho primavera                 |        | chinês tradicional: 春捲, chinês simplificado: 春卷, pinyin: chūnjuǎn | Um rolinho frito com vários vegetais fatiados (como cenoura, repolho, cogumelo e fungo orelha-de-pau) e, às vezes, carne. |
| Rolinho de yuba                   |        | chinês tradicional: 腐皮捲, pinyin: fǔpíjuǎn                          | Um rolinho feito de yuba (casca de tofu) recheado com várias carnes e vegetais fatiados. |
| Rolinho de bambu fresco           |        | chinês tradicional: 鮮竹卷                                            | Um rolinho feito de yuba recheado com carne de porco picada e broto de bambu, normalmente servido em um caldo de molho de ostra.                                                                                               |
| Rolinho de frango "four-treasure" |        | chinês tradicional: 四寶雞扎                                          | Rolinho feito de casca de tofu recheado com frango, presunto de Jinhua, bexiga natatória (chinês tradicional: 花膠) e cogumelo chinês.                                                                                         |
| Rolinho de macarrão de arroz      |        | chinês tradicional: 腸粉, pinyin: chángfěn                            | Macarrão de arroz cozido no vapor com ou sem recheio de carne ou vegetais. Os recheios mais populares incluem: carne bovina, massa frita, camarão e carne de porco grelhada. Geralmente é servido com molho de soja adocicado. |
| Zhaliang                          |        | chinês tradicional: 炸兩                                              | Macarrão de arroz cozido no vapor coberto por youtiao (chinês tradicional: 油炸鬼), geralmente regado com molho de soja, molho de hoisin ou pasta de gergelim e polvilhado com sementes de gergelim.                           |

#### Pãezinhos
| Nome                                | Imagem | Chinês                                             | Descrição |
| ----------------------------------- | ------ | -------------------------------------------------- | --- |
| Pão de porco grelhado (Cha siu bao) |        | (chinês tradicional: 叉燒包, pinyin: chāshāo bāo)  | Pão com recheio de carne de porco grelhada cozido no vapor para ficar branco e macio. chinês tradicional: 叉燒餐包, pinyin: chāshāo cān bāo é uma variante que é coberta com glacê e assada para obter uma aparência dourada. |
| Pão doce com creme                  |        | (chinês tradicional: 奶黃包, pinyin: nǎihuáng bāo) | Pão cozido no vapor com recheio de creme de leite. |
| Pão de semente de lótus             |        | (chinês tradicional: 蓮蓉包)                       | Pão cozido no vapor com recheio de pasta de semente de lótus. |
| Pão abacaxi                         |        | (chinês tradicional: 菠蘿包, pinyin: bōluó bāo)    | Um pão geralmente doce que não contém abacaxi, mas tem uma cobertura com textura de casca de abacaxi |

#### Bolinhos
| Nome                       | Imagem | Chinês                                        | Descrição |
| -------------------------- | ------ | --------------------------------------------- | --- |
| Bolinho de nabo            |        | chinês tradicional: 蘿蔔糕, pinyin: luóbo gāo | Pudim feito de uma mistura de nabo desfiado, pedaços de camarão seco, linguiça chinesa e cogumelo, cozido no vapor, fatiado e frito na frigideira. |
| Bolinho de taro            |        | chinês tradicional: 芋頭糕, pinyin: yùtou gāo | Pudim feito de taro. |
| Bolinho de castanha d'água |        | chinês tradicional: 馬蹄糕, pinyin: mǎtí gāo  | Pudim feito de castanha d'água crocante. Alguns restaurantes também servem uma variação feita com suco de bambu.                                   |
| Nian gao                   |        | 年糕                                          | Bolinho de farinha de arroz glutinoso adoçado, geralmente com açúcar mascavo.                                                                      |

#### Carnes
| Nome                              | Imagem | Chinês                                                  | Descrição |
| --------------------------------- | ------ | ------------------------------------------------------- | --- |
| Almôndega cozida no vapor         |        | chinês tradicional: 牛肉丸, pinyin: niúròu wán          | Almôndegas cozidas no vapor servidas em uma membrana de tofu. |
| Pés de frango                     |        | chinês tradicional: 鳳爪, pinyin: fèngzhuǎ              | Pés de frango fritos em imersão, fervidos e depois cozidos no vapor com douchi (feijão preto fermentaddo). chinês tradicional: 白雲鳳爪, pinyin: báiyún fèngzhuǎ) é uma versão simples cozida no vapor. |
| Costelinha                        |        | chinês tradicional: 排骨, pinyin: páigǔ                 | Costelinha de porco cozida no vapor com douchi e, às vezes, alho e pimenta. |
| Torresmo, nabo e bolinho de peixe |        | chinês tradicional: 豬皮、蘿蔔、魚丸                    | Casca de porco cozida e cozida no vapor, rabanete e bolinhos de peixe no curry. |
| Sangue de porco                   |        | chinês tradicional: 豬紅                                | Sangue de porco refogado com douchi e cebolinha. |
| Tendão de boi                     |        | chinês tradicional: 牛筋                                | [ 76 ] |
| Retículo de boi                   |        | chinês tradicional: 金錢肚                              | |
| Omaso de boi                      |        | chinês tradicional: 牛百葉 (chinês tradicional: 牛柏葉) | |
| Miúdos de boi                     |        | chinês tradicional: 牛雜 (chinês tradicional: 牛什)     | Pedaços de vísceras de carne bovina, como tripas, pâncreas, intestino, baço e pulmão, servidos em uma tigela de caldo perpétuo. |
| Siu mei                           |        | chinês tradicional: 燒味, pinyin: shāowèi               | Carne de churrasco no estilo de Hong Kong assada em um forno. As variedades populares incluem char siu (chinês tradicional: 叉燒), siu ngo (ganso assado) (chinês tradicional: 燒鵝), siu aap (pato) (chinês tradicional: 燒鴨), frango branco cortado (chinês tradicional: 白切雞), frango no molho de soja (chinês tradicional: 豉油雞) e siu yuk (carne assada) (chinês tradicional: 燒肉). |
| Asinhas de frango                 |        | chinês tradicional: 雞翅 (chinês tradicional: 雞翼)     | Fritas em imersão (chinês tradicional: 炸雞翼, chinês tradicional: 炸雞翼) ou marinadas em molho de soja e especiarias (chinês tradicional: 瑞士雞翅, chinês tradicional: 瑞士雞翼). |

#### Frutos do mar
| Nome          | Imagem | Chinês                       | Descrição                                                    |
| ------------- | ------ | ---------------------------- | ------------------------------------------------------------ |
| Lula empanada |        | chinês tradicional: 椒鹽魷魚 | Semelhante à lula frita, a lula empanada é frita em imersão. |
| Lula ao curry |        |                              | Lula servida em caldo de curry.                              |

#### Vegetais
| Nome             | Imagem | Chinês                     | Descrição |
| ---------------- | ------ | -------------------------- | --- |
| Gai lan refogado |        | chinês tradicional: 芥蘭   | Legumes cozidos no vapor servidos com molho de ostra. As variedades populares incluem alface (chinês tradicional: 生菜, pinyin: shēngcài), choy sum (chinês tradicional: 菜心, pinyin: càixīn), gai lan (chinês tradicional: 芥蘭, chinês simplificado: 芥兰, pinyin: jièlán), ou espinafre d'água (chinês tradicional: 蕹菜, pinyin: wèngcài). |
| Tofu empanado    |        | chinês tradicional: 炸豆腐 | Tofu empanado com sal e pimenta. |

#### Arroz
| Nome                                   | Imagem | Chinês                                        | Descrição |
| -------------------------------------- | ------ | --------------------------------------------- | --- |
| Arroz com folhas de lótus (Lo mai gai) |        | chinês tradicional: 糯米雞, pinyin: nuòmǐ jī  | Arroz glutinoso envolto em uma folha de lótus que normalmente contém gema de ovo, vieira seca, cogumelo e carne (geralmente de porco e frango). Uma variante mais leve é conhecida como "frango com pérolas"(chinês tradicional: 珍珠雞, pinyin: zhēnzhū jī). |
| Arroz glutinoso                        |        | chinês tradicional: 糯米飯, pinyin: nuòmǐ fàn | Arroz glutinoso frito (ou cozido no vapor) com linguiça chinesa, cogumelos embebidos em molho de soja, cebolinha doce e, às vezes, frango marinado com uma mistura de especiarias, incluindo cinco-perfumes-chineses.                                         |
| Congee                                 |        | chinês tradicional: 粥, pinyin: zhōu          | Vários tipos de mingau de arroz, como o "Mingau de ovo em conserva e carne de porco" (chinês tradicional: 皮蛋瘦肉粥, pinyin: pídàn shòuròu zhōu). |

#### Sobremesas

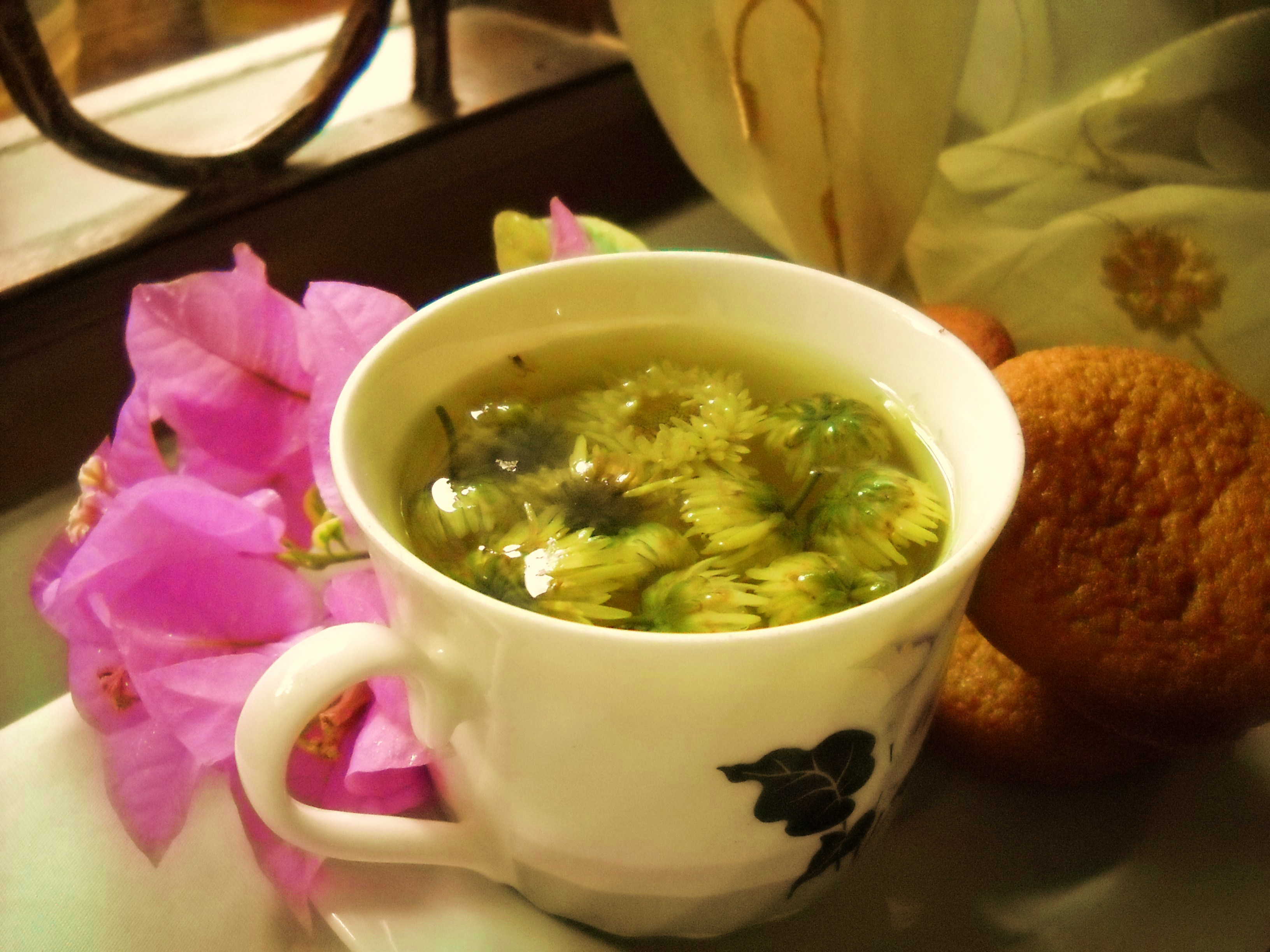
Chá de crisântemo.

| Nome                       | Imagem | Chinês                                               | Descrição |
| -------------------------- | ------ | ---------------------------------------------------- | --- |
| Torta de ovo               |        | chinês tradicional: 蛋撻, pinyin: dàntǎ              | Torta assada com recheio de creme de ovos. |
| Douhua                     |        | chinês tradicional: 豆腐花, pinyin: dòufuhuā         | Tofu macio servido com gengibre doce ou xarope de jasmim. |
| Jian dui                   |        | chinês tradicional: 煎堆, pinyin: jiānduī)           | Massa frita em imersão com vários recheios (semente de lótus, feijão preto, pasta de feijão vermelho) coberta com sementes de gergelim. |
| Bolo mil-camadas           |        | chinês tradicional: 千層糕, pinyin: qiāncéng gāo     | Uma sobremesa feita de várias camadas de massa salgada de ovos. |
| Pão de ló malaio           |        | chinês tradicional: 馬拉糕, pinyin: mǎlā gāo         | Pão de ló feito com banha ou manteiga, farinha e ovos. |
| Pão de ló de açúcar branco |        | chinês tradicional: 白糖糕, pinyin: báitáng gāo      | Pão de ló cozido no vapor feito com açúcar branco. |
| Pudim de coco              |        | chinês tradicional: 椰汁糕, pinyin: yézhī gāo        | Pudim de leite de coco leve e esponjoso, mas cremoso, feito com uma fina camada de gelatina transparente feita com água de coco por cima. |
| Pudim de manga             |        | chinês tradicional: 芒果布甸, pinyin: mángguǒ bùdiàn | Um pudim de manga doce e rico, geralmente servido com uma cobertura de leite evaporado e grandes pedaços de manga fresca. |
| Pastel de língua de boi    |        | chinês tradicional: 牛脷酥                           | Uma massa frita em formato oval que lembra uma língua de boi, semelhante ao youtiao, mas com adição de açúcar à farinha. |
| Tong sui                   |        | (chinês tradicional: 糖水)                           | Sopas doces de sobremesa. As variedades populares incluem a sopa de gergelim preto (chinês tradicional: 芝麻糊), sopa de feijão vermelho (chinês tradicional: 紅豆沙), sopa mung bean (chinês tradicional: 綠豆沙), sai mai lo (chinês tradicional: 西米露), guilinggao (chinês tradicional: 龜苓膏), sopa de pasta de amendoim (chinês tradicional: 花生糊), e sopa de amendoim (chinês tradicional: 核桃糊, chinês simplificado: 核桃糊). |

### Chá
O chá é considerado quase tão importante quanto a própria comida. Os chás servidos durante o dim sum incluem:

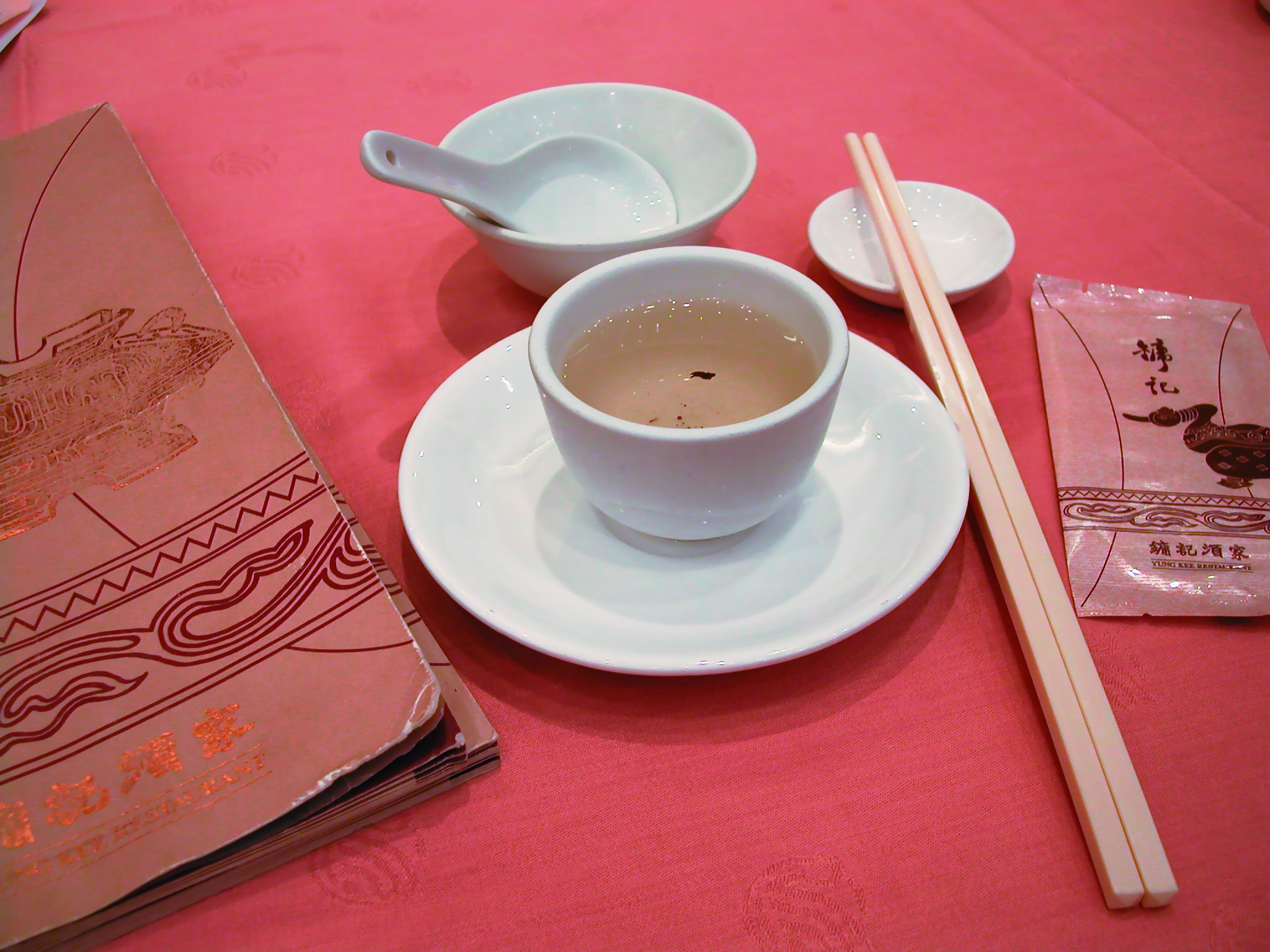
Um conjunto de jantar típico para yum cha.

- Um conjunto de jantar típico para yum cha.Chá de crisântemo: em vez de folhas de chá, é uma tisana à base de flores (chá de ervas) feita de flores das espécies Chrysanthemum morifolium ou Chrysanthemum indicum, que são as mais populares no Leste Asiático.[106] Para preparar o chá, as flores de crisântemo (geralmente secas) são mergulhadas em água quente (geralmente de 90 a 95 °C após o resfriamento da fervura) em um bule, xícara ou copo. Uma mistura comum com o puerh é chamada de guk pou (chinês: 菊普; pinyin: jú pǔ; cantonês de Yale: gūk póu), devido aos chás que o compõem.
- Chá verde: folhas recém-colhidas que passam por processos de aquecimento e secagem, mas não de oxidação, de modo que mantêm a cor verde original e os compostos químicos, como polifenóis e clorofila.[107] Produzidos em toda a China, e a categoria mais popular de chá, os chás verdes incluem o representativo Long Jing (chinês: 龍井; pinyin: lóngjǐng; cantonês de Yale: lùhngjéng) e Bi Luo Chun das províncias de Zhejiang e Jiangsu, respectivamente.
- Chá oolong: a oxidação parcial das folhas de chá confere a elas características dos chás verde e preto.[108][109][110] Os chás oolong têm sabor mais próximo do chá verde do que do chá preto, mas têm menos sabor de "grama". As principais áreas produtoras de chá oolong, como Fujian, Guangdong e Taiwan, estão localizadas na costa sudeste da China. Tieguanyin ou Ti Kuan Yin (chinês: 鐵觀音; pinyin: tiěguānyīn; cantonês de Yale: titgūnyām): um dos mais populares, originário da província de Fujian, é uma variedade premium com uma fragrância deliciosa.
- Pounei (cantonês) ou chá puerh (mandarim): geralmente um chá comprimido, o puerh tem notas únicas e terrosas derivadas de anos de fermentação.[111][112]
- Chás perfumados: existem várias misturas de flores com chás verde, preto ou oolong. As flores usadas incluem jasmim, gardênia, magnólia, flor de toranja, jasmim do imperador e rosa. Regras rígidas ditam a proporção de flores em relação ao chá. O chá de jasmim, o chá perfumado mais popular, é o mais frequentemente servido nos estabelecimentos de yum cha.

O ato de beber chá inclui vários costumes. Normalmente, o garçom começa perguntando aos clientes qual chá deve ser servido. De acordo com a etiqueta, a pessoa mais próxima do bule de chá serve o chá para os outros. Às vezes, uma pessoa mais jovem serve uma pessoa mais velha.
As pessoas que recebem o chá expressam seu agradecimento batendo os dedos indicador e médio duas vezes na mesa. De acordo com uma lenda, a tradição de bater os dedos evoluiu a partir de um incidente em que um imperador serviu chá para seu servo em uma casa de chá pública durante uma viagem em que o imperador ocultou sua identidade para se misturar com os plebeus. Tendo sido instruído pelo imperador a não expor sua identidade ao público, o servo demonstrou gratidão improvisando o gesto de bater os dedos em vez do que deveria ter sido um kowtow, que teria traído o status nobre do imperador. A prática evoluiu gradualmente para representar a gratidão por ter o chá servido por outras pessoas.
Os comensais também abrem a tampa (de bules de chá de metal com dobradiças) ou deslocam a tampa do bule (em bules de chá de cerâmica) para sinalizar que o bule está vazio; os garçons então enchem o bule novamente.

## História

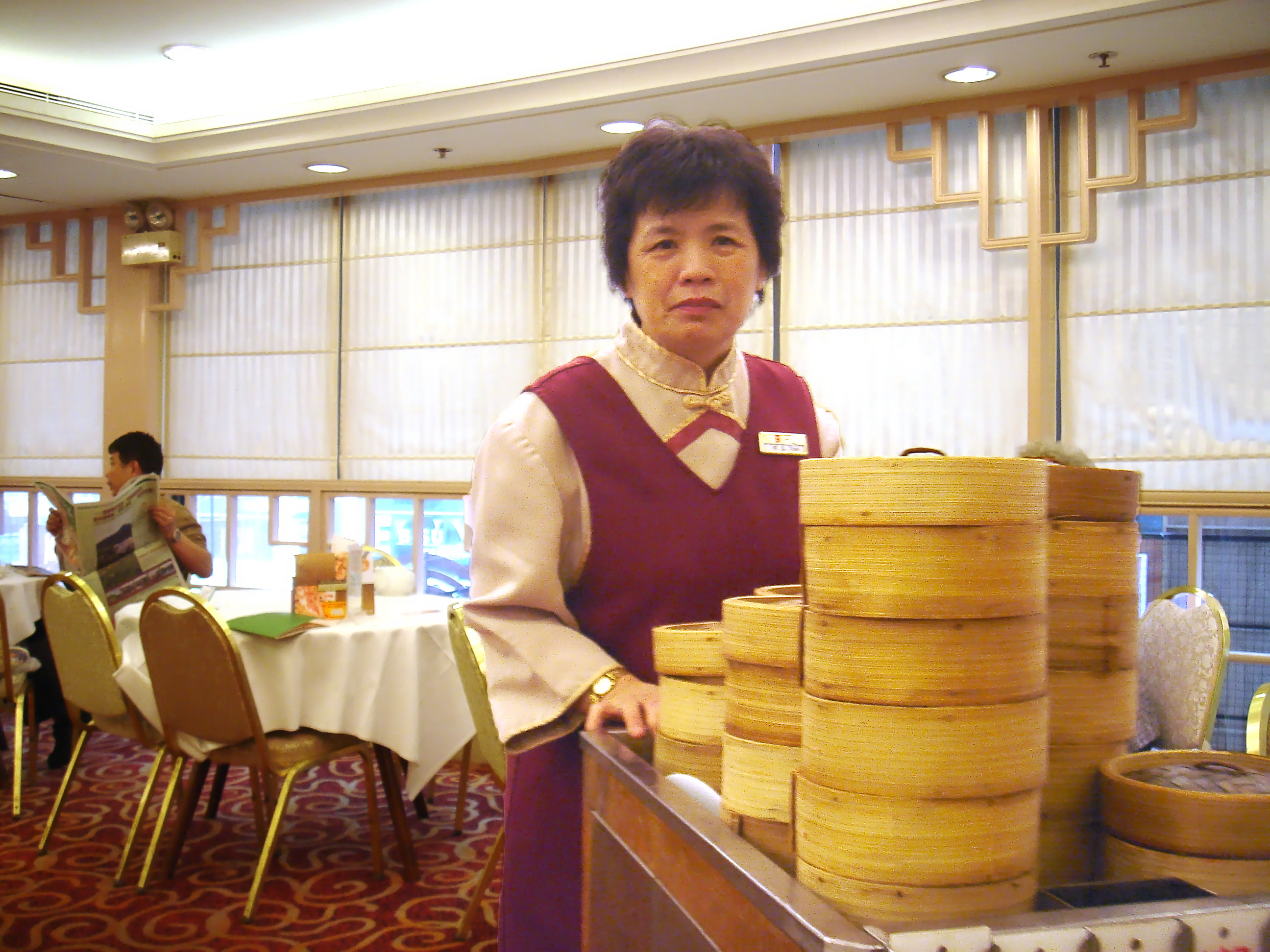
Um restaurante de dim sum em Hong Kong.

O dim sum faz parte da tradição chinesa de lanches originários da dinastia Song (960-1279), quando os chefs reais criaram vários pratos, como faisão picado, língua de cotovia e sobremesas feitas de leite cozido no vapor e pasta de feijão. Guangzhou experimentou um aumento no número de viagens comerciais no século X Naquela época, os viajantes frequentavam casas de chá para comer pequenas porções de refeições com chá, as yum cha. O yum cha inclui dois conceitos relacionados. O primeiro, 一盅兩件, traduz-se literalmente como "uma xícara, dois 
itens". Isso se refere ao costume de servir aos clientes da casa de chá dois itens alimentares delicados, salgados ou doces, para complementar o chá. O segundo, 點心, que significa dim sum, traduz-se literalmente como "tocar o coração" (ou seja, tocar o coração). Esse é o termo usado para designar os pequenos itens que acompanham o consumo de chá.
Durante o século XIII, quando os mongóis invadiram a China, a corte real fugiu para o sul da China, trazendo uma influência real para o dim sum de Guangzhou. Guangzhou era uma cidade portuária grande e rica que recebia visitantes internacionais, tinha um clima temperado e um litoral onde eram cultivados ingredientes frescos e tropicais, resultando em um ambiente ideal para alimentação e entretenimento. Em Guangzhou, vendedores ambulantes e casas de chá vendiam dim sum. A prática de tomar chá com dim sum em casas de chá acabou evoluindo para o moderno yum cha. Enquanto estavam nas casas de chá, os viajantes selecionavam seus lanches preferidos em carrinhos. Os visitantes das casas de chá geralmente socializavam enquanto comiam e os empresários negociavam enquanto comiam dim sum.
Durante a dinastia Ming (1368-1644), o Escritório de Chá e Cavalos foi criado para monitorar a produção de chá e melhorar a qualidade do chá. As melhorias na qualidade do chá também levaram a melhorias nas casas de chá.
A cultura do dim sum cantonês desenvolveu-se rapidamente durante a segunda metade do século XIX em Guangzhou. As áreas de jantar das casas de chá eram geralmente localizadas no andar de cima, e os pratos iniciais de dim sum incluíam pãezinhos cozidos no vapor. Eventualmente, esses restaurantes evoluíram para restaurantes especializados em dim sum, e a variedade e a qualidade dos pratos de dim sum seguiram o mesmo caminho. O dim sum cantonês foi originalmente baseado em alimentos locais, como carne de porco assada doce chamada "char siu" e macarrão de arroz fresco. À medida que o dim sum continuou a se desenvolver, os chefs introduziram influências e tradições de outras regiões da China, o que criou um ponto de partida para a ampla variedade de dim sum disponíveis hoje. Os chefs criaram uma grande variedade de dim sum que, ainda hoje, compreende a maior parte das ofertas de dim sum de uma casa de chá. Parte desse desenvolvimento incluiu a redução do tamanho das porções de pratos maiores originários do norte da China, como pãezinhos recheados no vapor, para que pudessem ser facilmente incorporados ao menu de dim sum. O rápido crescimento dos restaurantes desse tipo deveu-se em parte ao fato de as pessoas acharem que a preparação dos pratos de dim sum consumia muito tempo e preferiam a conveniência de jantar fora e comer uma grande variedade de alimentos assados, cozidos no vapor, fritos, fritos e refogados. O dim sum continuou a se desenvolver e também se espalhou para o sul, para Hong Kong.
Embora o dim sum seja normalmente considerado cantonês, ele inclui muitas outras influências. Durante milhares de anos, quando as pessoas na China migraram em busca de lugares diferentes para viver, elas levaram as receitas de suas comidas favoritas e continuaram a preparar e servir esses pratos. Muitos chineses da etnia Han migraram para o sul em busca de climas mais quentes. Os assentamentos tomaram forma no vale do rio Yangtzé, no planalto central e no litoral sudeste, incluindo Guangdong. A influência de Suzhou e Hangzhou é encontrada nos rolos vegetarianos de pele de soja e nas almôndegas de pérola. Os quadrados de sobremesa aromatizados com tâmaras vermelhas ou goji berry são influenciados pelas sobremesas de Pequim. Pratos salgados, como jiaozi e bolinhos cozidos no vapor, incluem influências muçulmanas devido às pessoas que viajaram da Ásia Central pela Rota da Seda até Guangdong. Esses são apenas alguns exemplos de como uma ampla gama de influências foi incorporada ao dim sum cantonês tradicional.
Em 1860, as influências estrangeiras influenciaram o dim sum de Guangdong com inovações culinárias como ketchup, molho inglês e curry, que passaram a ser usados em alguns pratos salgados. As tortas com creme evoluíram para os clássicos em miniatura encontrados em todas as casas de chá. Outros pratos de dim sum evoluíram das samosas indianas, dos pudins de manga e das conchas mexicanas. O dim sum no estilo cantonês tem uma gama extremamente ampla de sabores, texturas, estilos de cozimento e ingredientes. Como resultado, há mais de mil variedades diferentes de dim sum.
Durante a década de 1920, em Guangzhou, os principais locais para tomar chá eram os pavilhões de chá, que tinham um ambiente refinado e amplo. Os clientes eram ricos e haviam padrões elevados para o privilégio de desfrutar do serviço do pavilhão de chá e do dim sum. Ao entrar em um pavilhão de chá, os clientes inspecionavam as folhas de chá para garantir sua qualidade e verificar a temperatura da água. Uma vez satisfeitos, esses clientes recebiam um lápis e um livreto com a lista de dim sum disponíveis. Um garçom, então, arrancava seus pedidos do livreto para que a cozinha pudesse fritar, cozinhar no vapor, assar ou fritar esses pratos sob demanda. Os clientes jantavam no andar de cima com privacidade e conforto. Os servidores equilibravam cuidadosamente os pratos nos braços ou os organizavam em bandejas enquanto subiam e desciam as escadas. Eventualmente, carrinhos de dim sum foram usados para servir os vapores e pratos.
Pessoas com renda média também gostavam de chá e dim sum. Todas as manhãs, bem cedo, os clientes visitavam restaurantes baratos que ofereciam pãezinhos recheados no vapor e chá quente. No meio da manhã, estudantes e funcionários do governo pediam dois ou três tipos de dim sum e comiam enquanto liam seus jornais. No final da manhã, as pessoas que trabalhavam em pequenas empresas visitavam os restaurantes para tomar café da manhã e usar o restaurante como um pequeno escritório.
No final da década de 1930, a cultura de casas de chá de Guangzhou incluía quatro chefs de dim sum de alto nível, com placas na porta da frente de seus restaurantes. Havia uma forte concorrência entre as casas de chá e, como resultado, novas variedades de dim sum eram inventadas quase que diariamente, incluindo pratos influenciados pelos bolos de chá de Shangai, Pequim e do mundo ocidental. Muitos novos pratos de fusão também foram criados, incluindo pudins, pãezinhos assados, tortas, tortas de creme e bolos malaios cozidos no vapor.

Houve também um aumento significativo na variedade de embalagens finas usadas em itens doces e salgados.
Se nos concentrarmos apenas nas mudanças e desenvolvimentos na variedade de envoltórios, os principais tipos de envoltórios de dim sum durante a década de 1920 incluíam coisas como raised (para pães recheados), amido de trigo, shao mai (ou seja, massa de ovo), "pão de cristal", massa crocante, arroz pegajoso e envoltórios de bolinhos cozidos. Na década de 1930, as variedades de embalagens comumente usadas pelos chefs incluíam massa folhada, massa amanteigada cantonesa e assim por diante, em um total de 23 tipos que eram preparados com fritura, fritura profunda, cozimento a vapor, cozimento e assamento.
Com o desenrolar da Guerra Civil Chinesa, de 1927 a 1949, muitos chefs de dim sum deixaram a China e se estabeleceram em Hong Kong, o que resultou em mais refinamentos e inovações do dim sum lá. Também foram criados restaurantes de dim sum muito grandes nas principais cidades, como Hong Kong, São Francisco, Boston, Toronto e Nova York.
No século XIX, os imigrantes cantoneses levaram o dim sum para as costas oeste e leste dos Estados Unidos. Alguns dos primeiros restaurantes de dim sum dos EUA ainda em funcionamento foram inaugurados na década de 1920 em São Francisco e Nova York. Acredita-se que a história da comunidade chinesa de São Francisco tenha começado cerca de 30 anos antes da abertura do primeiro restaurante de dim sum no bairro de Chinatown da cidade. Os chineses preferiam morar na atual área de Chinatown por causa de seus restaurantes e teatros. No final da década de 1930, começaram a aparecer algumas referências a dim sum nos primeiros jornais dos EUA. Embora alguns restaurantes chineses nos EUA tenham oferecido dim sum por décadas, foi somente no final da década de 1980 que houve uma conscientização mais ampla do público sobre o dim sum.
Embora tenha havido uma maior conscientização sobre o dim sum nessa época, um chef de Hong Kong, que imigrou para São Francisco, observou que os clientes nos Estados Unidos geralmente se concentravam na comida em si e não nos aspectos comunitários de comer dim sum. Os comensais vão aos restaurantes bem cedo, por volta das 10h00, e, em vez de pedir uma mesa inteira de comida, pedem pequenas quantidades, tomam uma xícara de chá, leem o jornal e esperam que os amigos e a família se juntem a eles. Como resultado, uma visita a um restaurante de dim sum pode durar desde o final da manhã até a tarde. Para algumas pessoas em Hong Kong, comer dim sum é uma rotina diária e um modo de vida. Como essa tradição de dim sum nem sempre está presente em alguns restaurantes de dim sum dos EUA, no entanto, as abordagens para gerar interesse e atrair clientes incluem temperos e sabores personalizados de pratos tradicionais, bem como a criação de novos pratos com ênfase em sabores aprimorados e apelo visual.
Um crítico gastronômico observa que houve um aumento na popularidade da publicação de fotos de dim sum nos feeds de mídia social e que o dim sum se tornou tão popular que todos os estados dos EUA agora têm pelo menos um restaurante de dim sum de alta qualidade. Há um complexo de restaurante, bar e clube de dança altamente avaliado em Las Vegas, que oferece comida cantonesa de alta qualidade (inclusive dim sum), coquetéis artesanais, jantares e djs proeminentes em um ambiente chique.
Os restaurantes de dim sum na Chinatown de Chicago servem principalmente pratos tradicionais de dim sum, mas houve um crescimento recente no dim sum contemporâneo com novos pratos de fusão, bem como restaurantes agora localizados fora de Chinatown.
Em Hong Kong, muitos chefs também estão introduzindo variantes baseadas na culinária cantonesa tradicional, o que gera interesse e oferece aos habitantes de Hong Kong e aos turistas pratos novos e frescos de dim sum.

## Dim summoderno
Além do dim sum tradicional, alguns chefs também criam e preparam novos pratos de dim sum baseados em fusão. As versões modernas de pãezinhos incluem pãezinhos de barriga de porco cozidos no vapor com pepino, cebola verde, coentro e molho de hoisin de gengibre, pães de cogumelo de cacau, pães de cordeiro com pimenta. Os bolinhos incluem bolinhos de ervilha e camarão e caranguejo com alho frito, siu mai com carne de porco, camarão, vieira e caviar, bolinhos recheados com camarão e amendoim, bolinhos com vieira do sul da Austrália, garoupa, caviar, folha de ouro e clara de ovo e medula óssea ou costelinhas de carne bovina em pot stickers. Os pratos de massa folhada incluem folhado de carne bovina Wagyu australiana, folhado de frango ao curry de Assam e folhados de abóbora. Os pratos de torrada incluem torrada francesa no estilo de Hong Kong com leite condensado e manteiga de amendoim e torrada de camarão. Outros exemplos são os rolinhos primavera recheados com pele de cabra e pato e corações de pato cozidos em uma grelha de forno a lenha e servidos com molho de gergelim e raiz-forte.
Existem variações projetadas para apelo visual nas mídias sociais, como bolinhos e pães feitos para se assemelharem a animais e personagens de ficção. Os chefs de dim sum já usaram cacau em pó como corante para criarem pãezinhos cozido no vapor parecidos com cogumelos da floresta, pó de café espresso como aromatizante e corante para costelinhas fritas, bem como creme de confeiteiro e bombas francesas para criar pratos inovadores e, ao mesmo tempo, homenagear a história do dim sum.

### Fast food
Os dim sum podem geralmente ser comprados em supermercados nas principais cidades. Eles podem ser cozidos facilmente no vapor, na frigideira ou no micro-ondas. Os principais supermercados de Hong Kong, Vietnã, Filipinas, Singapura, Taiwan, China, Indonésia, Malásia, Brunei, Tailândia, Austrália, Estados Unidos e Canadá têm uma variedade de dim sum congelados ou frescos. Isso inclui dumplings, shumai, pãezinhos de porco e outros.

Em Hong Kong e em outras cidades da Ásia, o dim sum pode ser comprado em lojas de conveniência, cafeterias e outros restaurantes. O dim sum com certificação Halal que usa frango em vez de carne de porco é muito popular em Hong Kong, Malásia, Indonésia e Brunei.

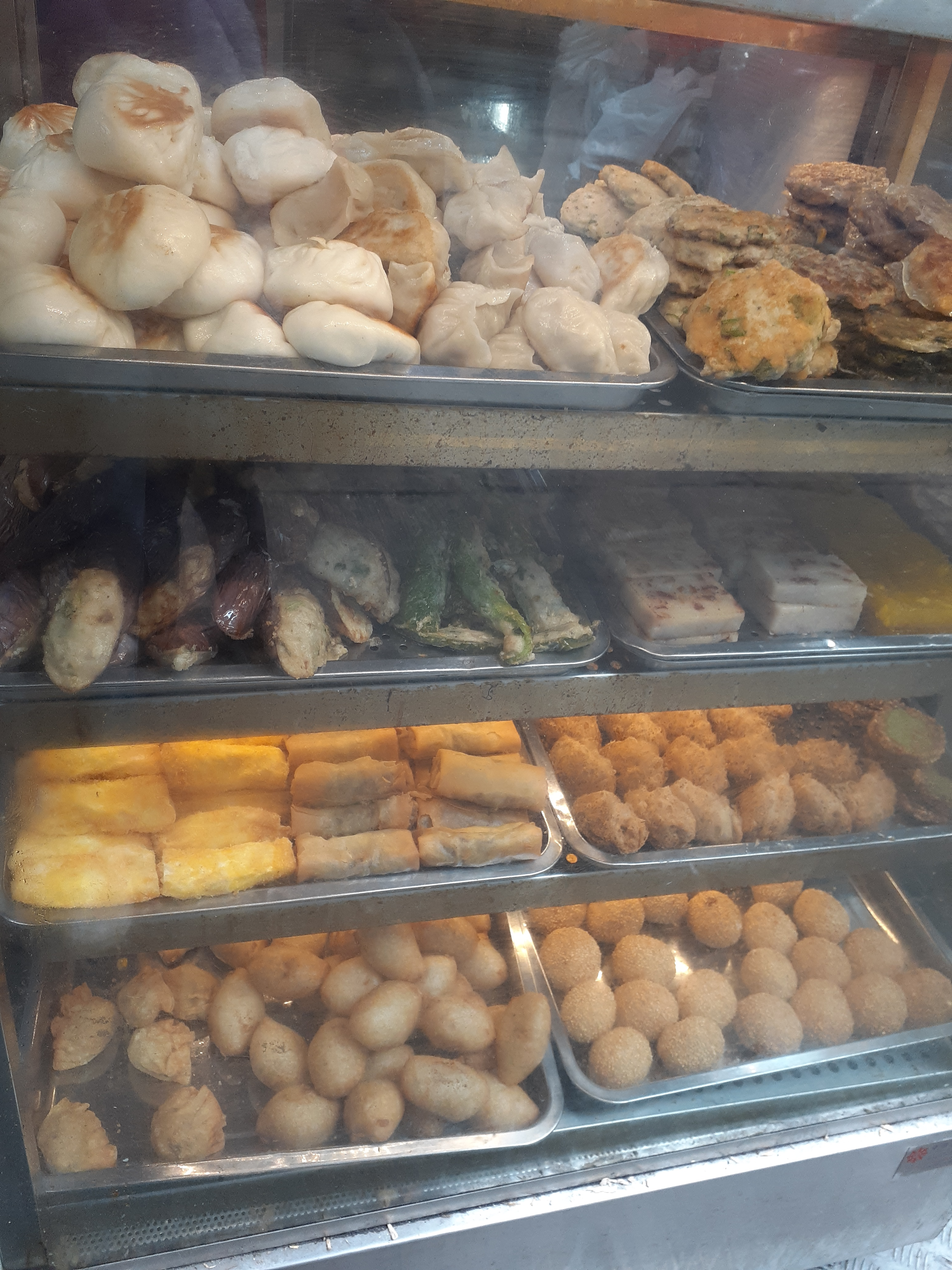
Loja de comida dim sum na rua em Hong Kong
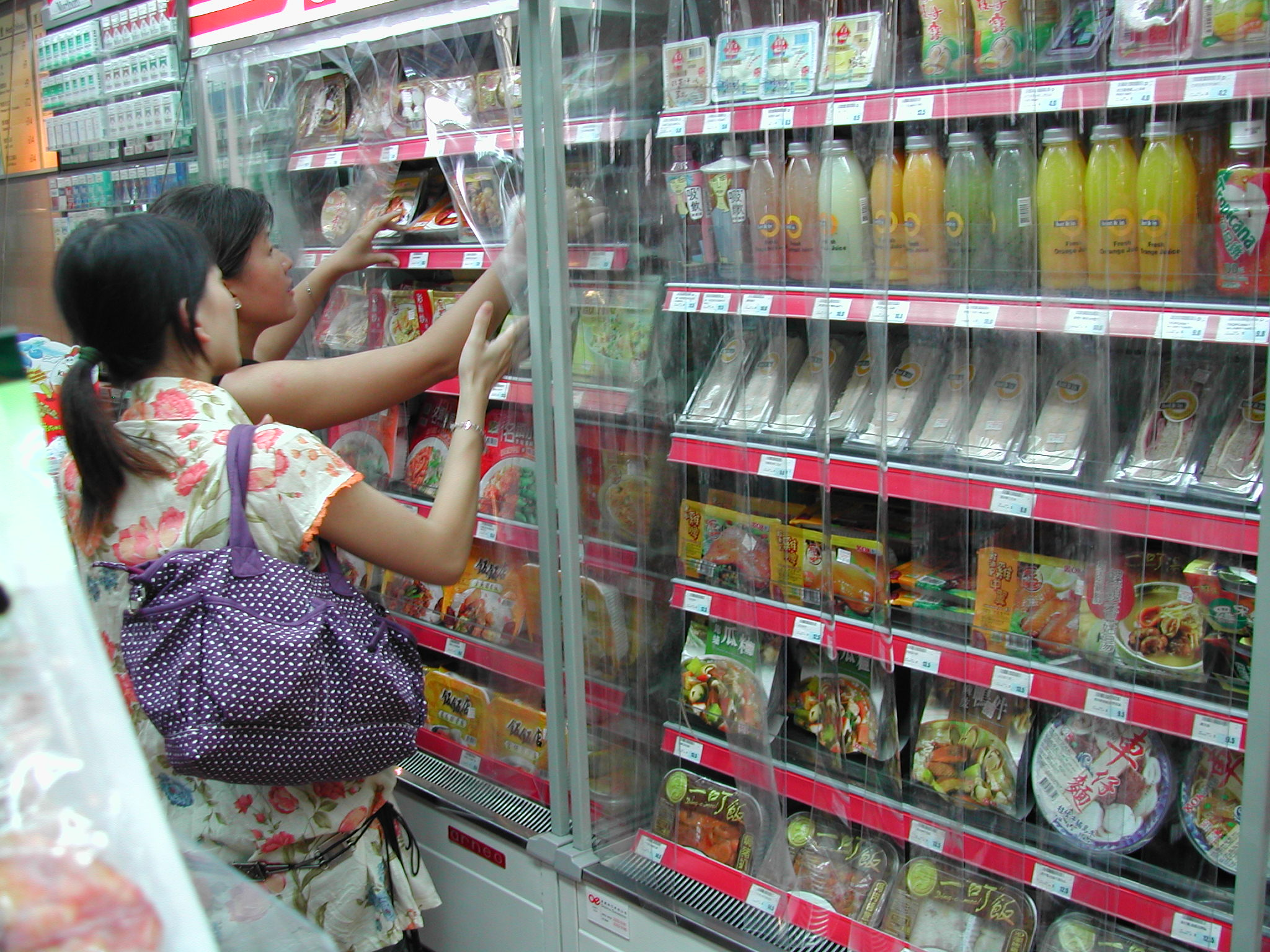
Os dim sum congelados estão amplamente disponíveis em lojas de conveniência
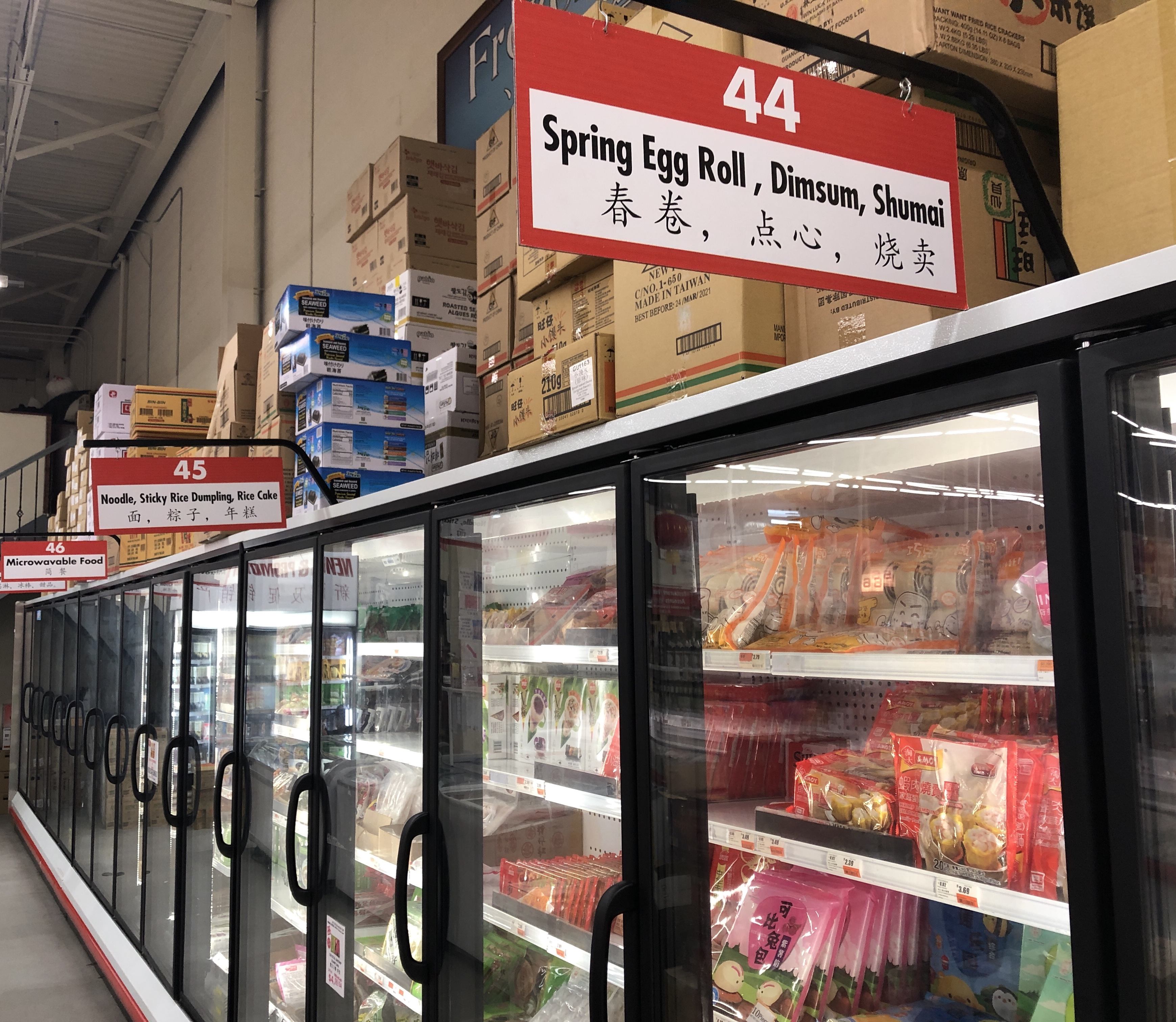
Dim sum congelado em uma mercearia nos Estados Unidos
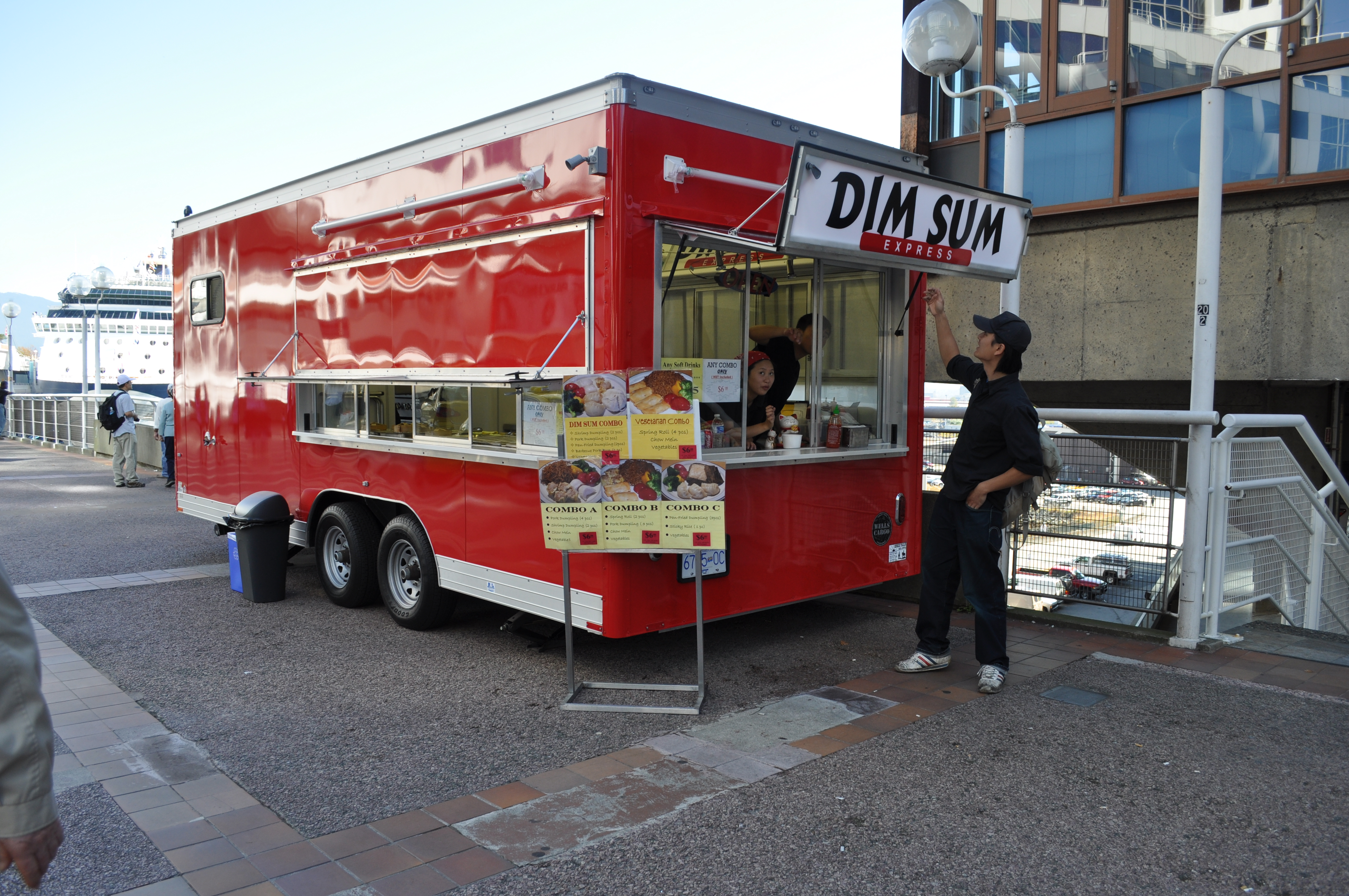
Caminhão de comida Express Dim Sum, Canada Place, Vancouver, Colúmbia Britânica.

### Restaurantes

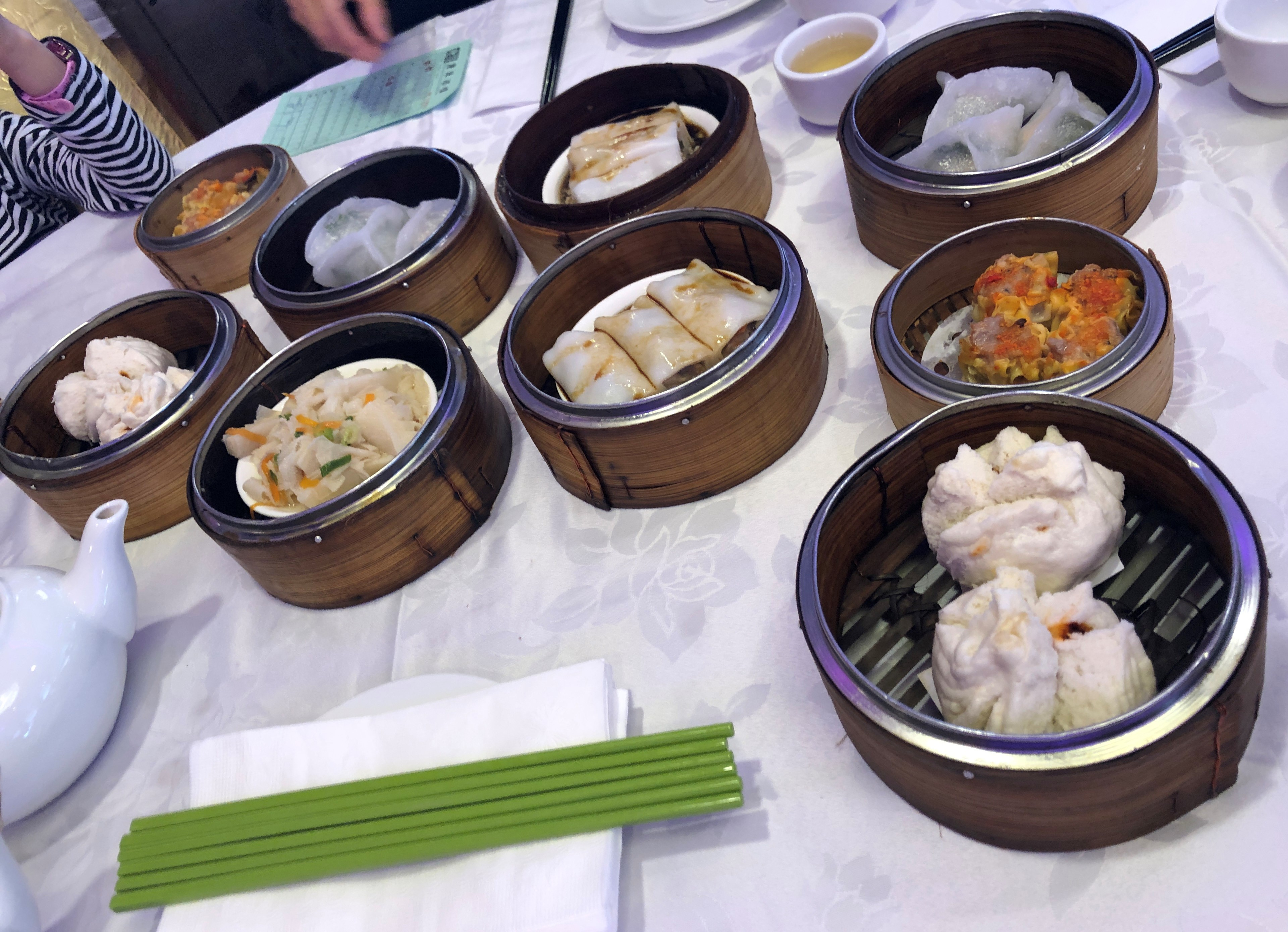
Uma conta azul claro (canto superior esquerdo) em uma mesa com pratos tradicionais de almoço dim sum em estilo familiar em um restaurante.

Alguns restaurantes cantoneses servem dim sum às cinco da manhã, enquanto os restaurantes mais tradicionais normalmente servem dim sum do meio da manhã até o meio da tarde. É comum que os restaurantes sirvam dim sum durante o jantar e também para viagem.
O dim sum é servido usando um método de serviço exclusivo em que os garçons oferecem os pratos aos clientes a partir de carrinhos, incluindo alguns carrinhos que são aquecidos a vapor. Os clientes geralmente preferem as mesas mais próximas da cozinha, pois os garçons e os carrinhos passam primeiro por essas mesas. Muitos restaurantes colocam mesas giratórias nas mesas para ajudar os clientes a alcançar a comida e o chá.
Os preços dos pratos nesses tipos de restaurantes podem variar, mas tradicionalmente eles são classificados como "pequeno", "médio", "grande", "extragrande" ou "especial". Os garçons registram os pedidos com um carimbo de borracha ou uma caneta tinteiro em um cartão de conta que fica sobre a mesa. Em alguns restaurantes, os servidores usam carimbos distintivos para acompanhar as estatísticas de vendas de cada servidor. Quando termina de comer, o cliente chama o garçon e a conta é calculada com base no número de carimbos ou quantidades marcadas em cada seção de preço.
Outra forma de precificar a comida consumida usa o número e a cor dos pratos deixados na mesa. Alguns restaurantes oferecem uma nova abordagem usando um formato de esteira rolante.
Alguns restaurantes cantoneses recebem pedidos de uma folha de papel pré-impressa e servir à la carte, como os restaurantes de tapas espanhóis, para oferecer dim sum fresco e preparado na hora ou devido a restrições de imóveis e recursos.

## Ver também

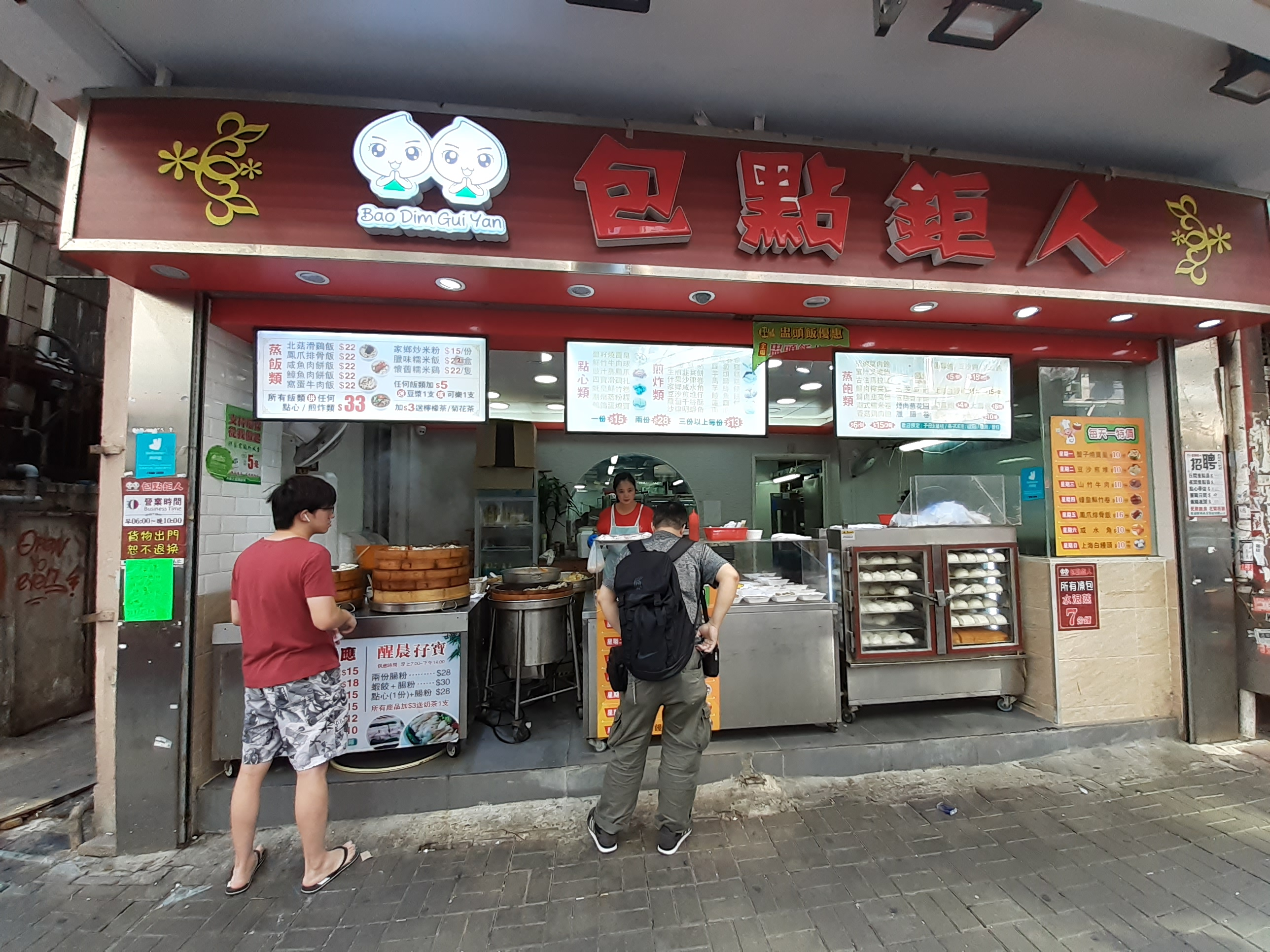
Loja de dim sum em Hong Kong.